# Dryopteris wattsii
Dryopteris wattsii är en träjonväxtart som beskrevs av Mckeown, Sundue och Barrington. Dryopteris wattsii ingår i släktet Dryopteris och familjen Dryopteridaceae. Inga underarter finns listade.